# Championnat du Brésil de football de deuxième division 2023
Navigation
Série B 2022 Série B 2024
La saison 2023 de Série B est la quarante-troisième édition de du championnat du Brésil de football de deuxième division, qui constitue le deuxième échelon national du football brésilien et oppose vingt clubs professionnels, à savoir les douze clubs ayant terminé entre la 5e et la 16e place lors de la Série B 2022, ainsi que quatre clubs relégués de Série A 2022 et quatre clubs promus de Série C.

## Organisation
Le championnat débute le 15 avril 2023 et se clôt le 25 novembre 2023. Il comprend 38 journées, les clubs s'affrontant deux fois en matches aller-retour.

## Compétition

### Règlement
L'article 12 du chapitre III du règlement général des compétitions de la CBF définit la distribution des points tel que suit :
- 3 points en cas de victoire
- 1 point en cas de match nul
- 0 point en cas de défaite

En cas d'égalité, l'article 9 du chapitre IV du règlement spécifique à la Série B de la CBF départage les équipes selon les critères suivants dans cet ordre :
- Nombre de matchs gagnés
- Différence de buts générale
- Nombre de buts marqués
- Confrontations directes : Le match aller et le match retour sont alors considérés comme un seul et unique match de 180 minutes. En cas d'égalité sur l'ensemble de ces deux matches, il n'est pas donné d'avantage au plus grand nombre de buts marqués à l'extérieur et on procède alors à l'examen des critères suivants.
- Nombre de cartons rouges reçus
- Nombre de cartons jaunes reçus
- Tirage au sort

## Participants
| Club                       | Ville          | Entraîneur         |
| -------------------------- | -------------- | ------------------ |
| Ceará                      | Fortaleza      | Vágner Mancini     |
| Atlético Goianiense        | Goiânia        | Jair Ventura       |
| Avaí                       | Florianópolis  | Eduardo Barroca    |
| Juventude                  | Caxias do Sul  | Thiago Carpini     |
| Sampaio Corrêa             | São Luís       | Dejair Ferreira    |
| Ituano                     | Itu            | Marcinho           |
| Sport Recife               | Recife         |                    |
| Criciúma                   | Criciúma       | Cláudio Tencati    |
| Londrina                   | Londrina       |                    |
| Guarani                    | Campinas       | Umberto Louzer     |
| CRB                        | Maceió         | Daniel Paulista    |
| Ponte Preta                | Campinas       | João Brigatti      |
| Vila Nova                  | Goiânia        | Claudinei Oliveira |
| Chapecoense                | Chapecó        | Higo Magalhães     |
| Tombense                   | Tombos         | Moacir Júnior      |
| Grêmio Novorizontino       | Novo Horizonte | Eduardo Baptista   |
| Mirassol                   | Mirassol       | Mozart             |
| ABC                        | Natal          |                    |
| Botafogo de Ribeirão Preto | Ribeirão Preto |                    |
| Vitória                    | Salvador       | Léo Condé          |

### Classement
| Rang | Équipe                | Pts | J  | G  | N  | P  | Bp | Bc | Diff |
| ---- | --------------------- | --- | -- | -- | -- | -- | -- | -- | ---- |
| 1    | Vitória P             | 72  | 38 | 22 | 6  | 10 | 50 | 31 | +19  |
| 2    | Juventude R           | 65  | 38 | 18 | 11 | 9  | 42 | 31 | +11  |
| 3    | Criciúma              | 64  | 38 | 19 | 7  | 12 | 45 | 33 | +12  |
| 4    | Atlético Goianiense R | 64  | 38 | 17 | 13 | 8  | 56 | 45 | +11  |
| 5    | Grêmio Novorizontino  | 63  | 38 | 19 | 6  | 13 | 48 | 30 | +18  |
| 6    | Mirassol P            | 63  | 38 | 18 | 9  | 11 | 42 | 31 | +11  |
| 7    | Sport Recife          | 63  | 38 | 17 | 12 | 9  | 59 | 40 | +19  |
| 8    | Vila Nova             | 61  | 38 | 17 | 10 | 11 | 49 | 30 | +19  |
| 9    | CRB                   | 57  | 38 | 16 | 9  | 13 | 45 | 39 | +6   |
| 10   | Guarani               | 57  | 38 | 15 | 12 | 11 | 42 | 33 | +9   |
| 11   | Ceará R               | 50  | 38 | 13 | 11 | 14 | 40 | 45 | -5   |
| 12   | Botafogo-SP P         | 47  | 38 | 12 | 11 | 15 | 25 | 42 | -17  |
| 13   | Avaí R                | 44  | 38 | 10 | 14 | 14 | 31 | 48 | -17  |
| 14   | Ituano                | 42  | 38 | 9  | 15 | 14 | 33 | 38 | -5   |
| 15   | Ponte Preta           | 42  | 38 | 9  | 15 | 14 | 24 | 35 | -11  |
| 16   | Chapecoense           | 40  | 38 | 9  | 13 | 16 | 38 | 43 | -5   |
| 17   | Sampaio Corrêa        | 39  | 38 | 8  | 15 | 15 | 31 | 43 | -12  |
| 18   | Tombense              | 37  | 38 | 9  | 10 | 19 | 37 | 50 | -13  |
| 19   | Londrina              | 31  | 38 | 7  | 10 | 21 | 31 | 58 | -27  |
| 20   | ABC P                 | 28  | 38 | 5  | 13 | 20 | 28 | 51 | -23  |

| Légende : Qualifications et relégations | Légende : Qualifications et relégations                     |
| --------------------------------------- | ----------------------------------------------------------- |
|                                         | 1er, 2e, 3e et 4e du championnat : Promotion en Série A     |
|                                         | 17e, 18e, 19e et 20e du championnat : Relégation en Série C |
|                                         | R : Relégué de Série A P : Promu de Série C                 |

## Bilan de la saison
| Championnat du Brésil de football de deuxième division 2023 |                      |
| Champion                                                    | Vitória (1er titre)  |
| Promotions et relégations                                   |                      |
| Promus en Championnat du Brésil de football 2024            | Vitória              |
| Promus en Championnat du Brésil de football 2024            | Juventude            |
| Promus en Championnat du Brésil de football 2024            | Criciúma             |
| Promus en Championnat du Brésil de football 2024            | Atlético Goianiense  |
| Relégués en Championnat du Brésil de football D2 2024       | Santos               |
| Relégués en Championnat du Brésil de football D2 2024       | Goiás                |
| Relégués en Championnat du Brésil de football D2 2024       | Coritiba             |
| Relégués en Championnat du Brésil de football D2 2024       | América Mineiro      |
| Promus en Championnat du Brésil de football D2 2024         | Amazonas             |
| Promus en Championnat du Brésil de football D2 2024         | Brusque              |
| Promus en Championnat du Brésil de football D2 2024         | Paysandu             |
| Promus en Championnat du Brésil de football D2 2024         | Operário Ferroviário |
| Relégués en Championnat du Brésil de football D3 2024       | Sampaio Corrêa       |
| Relégués en Championnat du Brésil de football D3 2024       | Tombense             |
| Relégués en Championnat du Brésil de football D3 2024       | Londrina             |
| Relégués en Championnat du Brésil de football D3 2024       | ABC                  |